# James Stewart (matemático)
James Drewry Stewart (29 de março de 1941 — 3 de dezembro de 2014) foi um professor emérito de matemática canadense da Universidade McMaster. Stewart era mestre pela Universidade Stanford e doutor pela Universidade de Toronto. Stewart focou a sua pesquisa em análise harmónica e Análise funcional.
Stewart ficou conhecido por sua série de livros didáticos usado no ensino médio, faculdades e universidades. Seus livros de cálculo são adotados por várias universidades. Possivelmente um dos seus livros mais usado é o Single Variable Essential Calculus Early Transcendentals.
Stewart era um violinista, membro da Hamilton Philharmonic Orchestra.
Stewart foi diagnosticado em 2013 com mieloma múltiplo, um câncer de sangue. Morreu em 3 de dezembro de 2014 em Toronto, Canadá.